# Raoul (évêque de Cornouaille)
Pour les articles homonymes, voir Raoul.
Raoul, mort en 1158, est évêque de Cornouaille (ou de Quimper) de 1130 à 1158. Comme son prédécesseur Robert, il se montre fidèle aux ducs de Bretagne de la maison de Cornouaille. Il introduit en Cornouaille l'ordre cistercien en favorisant la fondation des abbayes de Notre-Dame de Langonnet et de Notre-Dame de Coëtmalouen. Attaché à l'idéal cistercien, il est enterré en 1158 dans l'abbaye Notre-Dame de Langonnet. 

## Biographie

### Évêque de Cornouaille
Raoul devient évêque de Cornouaille en 1130, à la mort de son prédecesseur l'évêque Robert. Peut-être est-il auparavant chanoine de Quimper. Raoul utilise la même titulature que ses prédécesseurs, Robert et Benoît, episcopus Corisopitensis, dont l'acception a donné lieu à débat et qui ne signifie ni évêque de Cornouaille ni évêque de Quimper,. Cette titulature provient vraisemblablement d'une reprise volontaire d'une mauvaise graphie de civitas Coriosolitum, cité des Coriosolites, qui permet de conférer à Quimper, faussement, une origine antique. On peut retenir que l'évêque de Quimper utilise alors une dénomination ethnique, comme à Nantes ou à Vannes.

### Fidèle de la maison de Cornouaille
Comme Robert, Raoul se montre fidèle aux ducs de Bretagne de la maison de Cornouaille. En 1135, il participe à une assemblée réunie dans l'abbaye de Redon à l'instigation du duc Conan III. En 1145, il est présent lors d'un acte de donation dressé en présence du duc Conan III et d'Alain Le Noir, époux de la fille de Conan III, Berthe. Il confirme en 1152, après la mort de Conan III, la donation du monastère de  Locmaria, à Quimper, à l'abbaye de Saint-Sulpice-la-Forêt. Cet acte mentionne le duc de Bretagne Hoël, ce qui montre qu'il compte au nombre de ses partisans, contre sa sœur Berthe. On le retrouve témoin d'une donation de Conan IV à l'abbaye Sainte-Croix de Quimperlé. Nécessité ecclésiastique ou indice d'un ralliement de Raoul au nouveau duc ?

### Soutien des Cisterciens

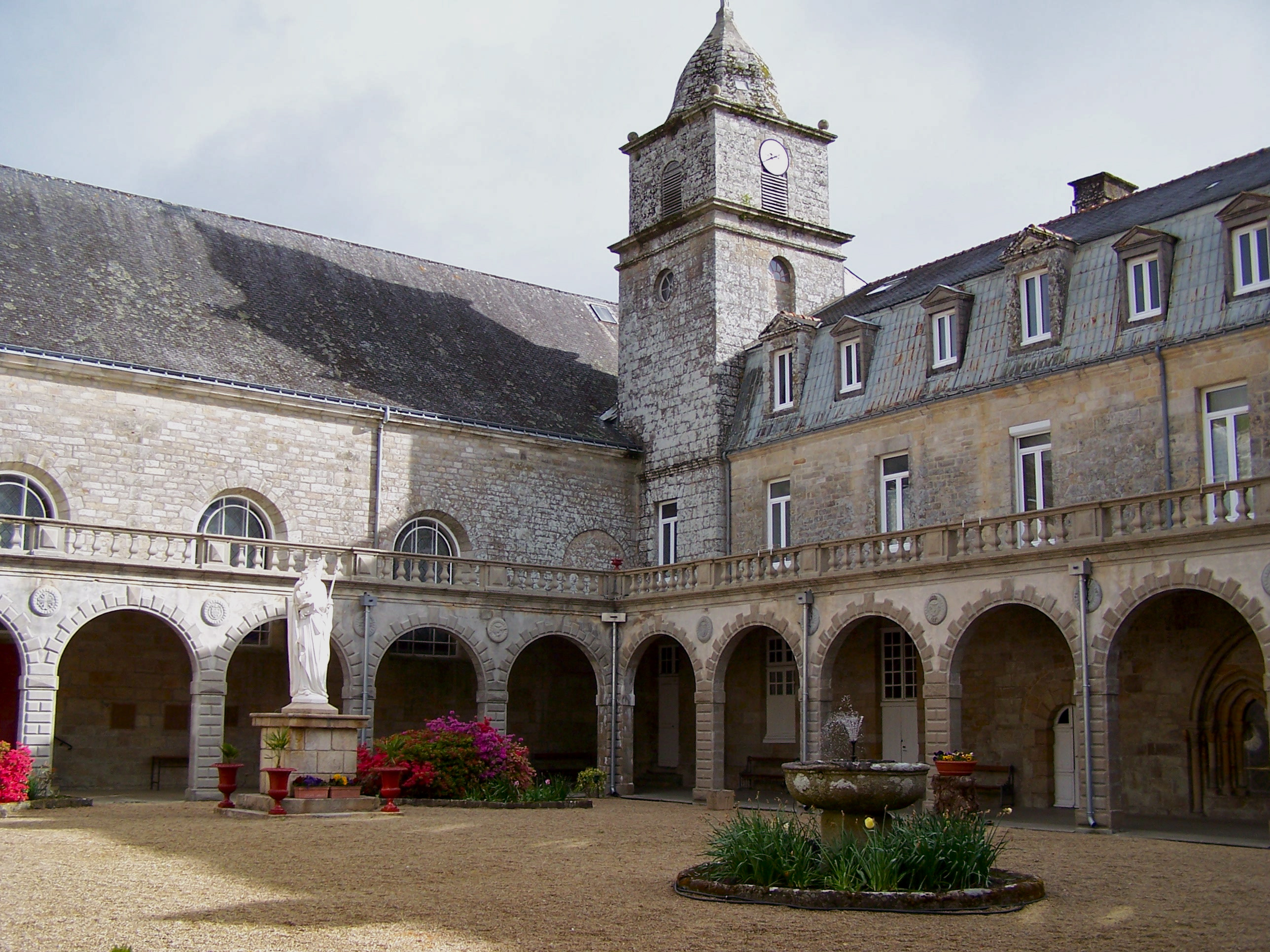
Cloître de l'abbaye de Langonnet

Durant son épiscopat, Raoul favorise la fondation de deux abbayes cisterciennes en Cornouaille, Notre-Dame de Langonnet et Notre-Dame de Coëtmalouen. Elles sont créées aux limites du diocèse et contribuent à sa cohérence territoriale.
La date habituellement donnée pour la fondation de Notre-Dame de Langonnet est le 20 juin 1136. Selon Joëlle Quaghebeur, elle n'est prouvée par aucun acte disponible, mais il est certain que cette abbaye naît pendant l'épiscopat de Raoul. L'abbaye Notre-Dame de Coëtmalouen est fondée en 1142 ou avant 1146. Langonnet est la fille de l'abbaye de l'Aumône, dans le diocèse de Chartres, tandis que Coëtmalouen est la fille de l'abbaye de Bégard, elle-même fille de l'abbaye de l'Aumône,.
Preuve de son adhésion à l'idéal cistercien, Raoul demande à être inhumé à l'abbaye de Langonnet. Il meurt en 1158. Bernard de Moëlan lui succède l'année suivante.